# Leila Ouahabi
Leila Ouahabi El Ouahabi, född den 22 mars 1993 i Mataró, är en spansk fotbollsspelare.

## Karriär
Leila Ouahabi inledde sin seniorkarriär i FC Barcelona år 2011. Där spelade hon till 2013 då hon flyttade till Valencia innan hon 2016 återvände till Barcelona. 2022 kontrakterades hon av Manchester City. Hon har även representerat den spanska damlandslaget där hon debuterade år 2016.